# La Nef des fous (Brant)
Pour les articles homonymes, voir La Nef des fous.

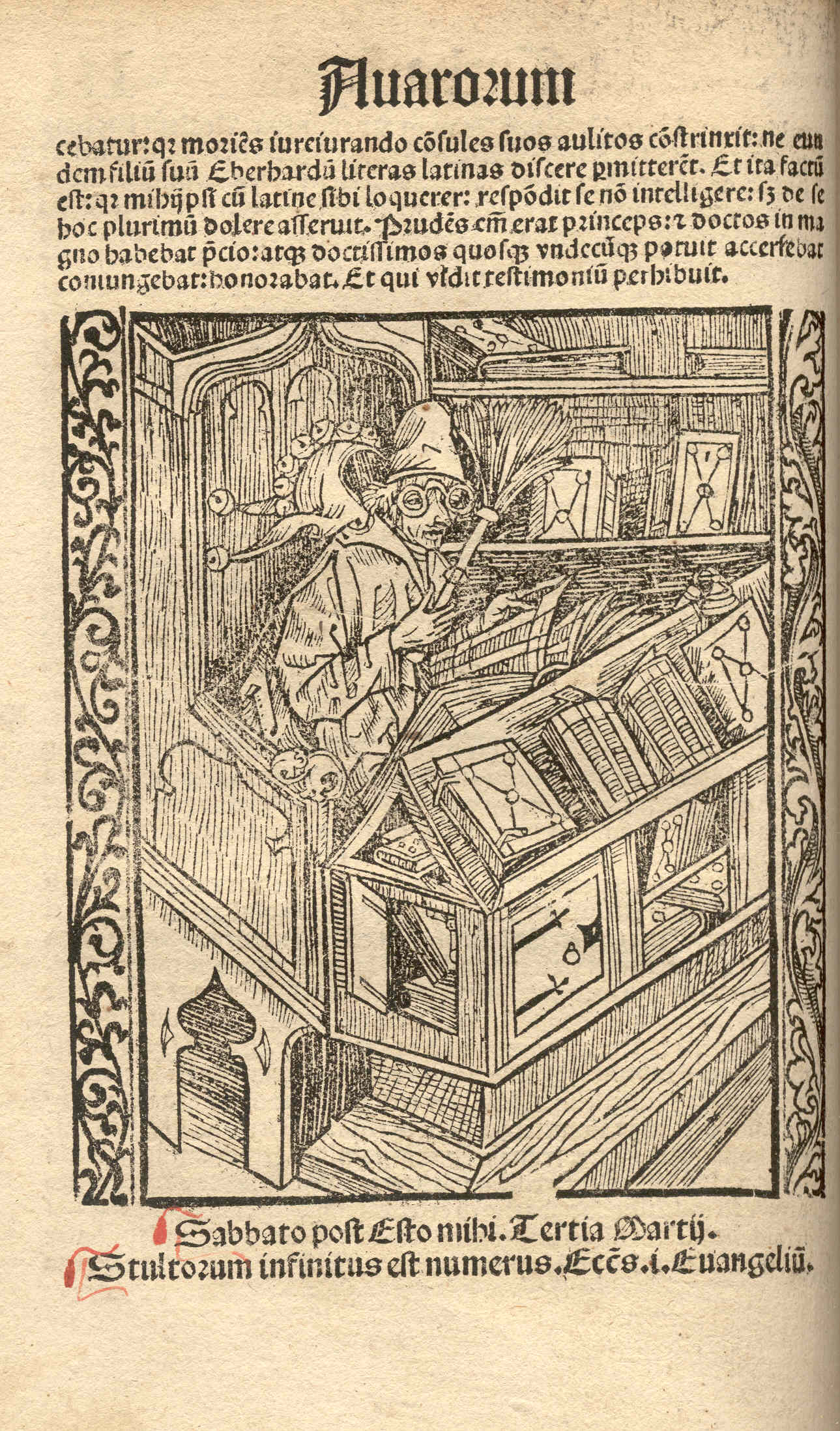
Le bibliomane (Bëchernarr) dans une édition strasbourgeoise de 1510.

La Nef des fous (Das Narrenschiff) est un ouvrage allemand écrit par le clerc strasbourgeois Sébastien Brant à la fin du XVe siècle.
Publié par Johann Bergmann d'Olpe, pendant le carnaval à Bâle, le 11 février 1494, ce récit versifié, comprenant 112 chapitres, recense divers types de folie, brossant le tableau de la condition humaine, sur un ton satirique et moralisateur. Il mélange l'ironie et le sermon, le rigorisme et l'humour et est à la fois inspiré par l'esprit de la Réforme et par la littérature populaire, de colportage, avec ses proverbes dialectaux.
L'esprit de l'œuvre est pessimiste ; l'auteur ne croit pas que les hommes puissent s'amender, mais il ne peut s'empêcher de s'indigner, de protester. Il ne cherche même pas à corriger les travers qu'il dénonce, sans vouloir faire de concession en nuançant entre les péchés véniels et ceux mortels. Tous mènent également à la perte.
Il sait que le bateau va, simplement, vers son naufrage. Cette métaphore, thème principal du livre, disparait d'ailleurs bien vite, au profit d'une énumération, elle-même non exempte de redites.
Les quelque 7 000 vers sont courts. Les portraits (plus d’une centaine) ne ménagent personne, sans nommer non plus personne de trop puissant et de vivant à l’époque de l’auteur. Les références académiques sont nombreuses dans ce texte de lettré ; Brant était docteur in utroque jure, « dans l'un et l'autre droit » (droit civil et droit canon), et a des notions poussées de rhétorique.

## Un succès d’édition étourdissant: unbest-sellereuropéen

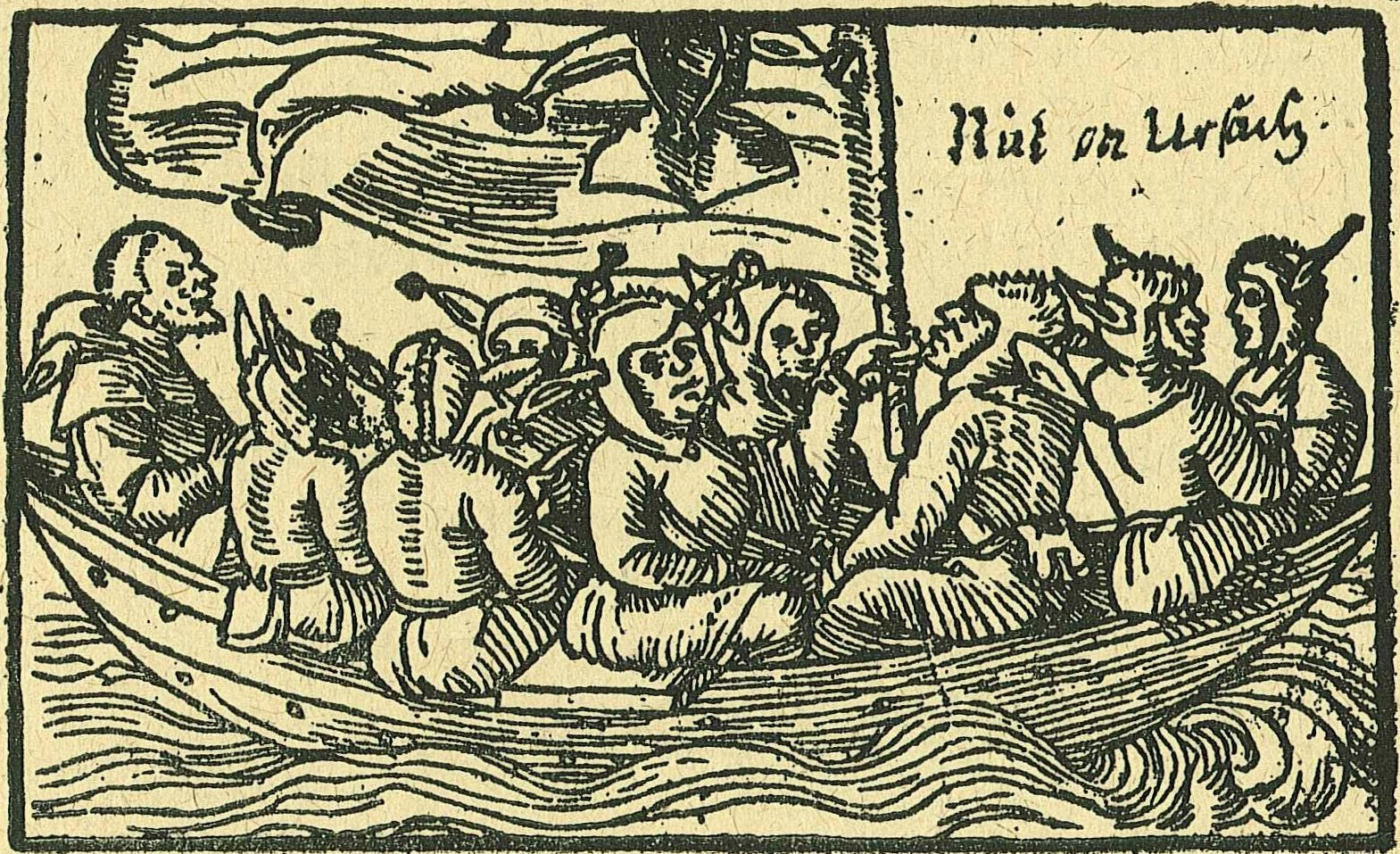
La Stultifera Navis en route pour le Pays des Fous. Gravure sur bois de 1549.

### Les multiples éditions deLa Nef des fous
L’édition originale réalisée à Bâle date de 1494, mais l’ouvrage, qui a connu un énorme succès, est fréquemment réédité, souvent illustré de gravures sur bois. La même année, en raison du succès immédiat, il est réédité à Nuremberg, Augsbourg et Reutlingen ; et de nouveau à Bâle en 1495 et 1499.
Les contrefaçons de La Nef des fous sont nombreuses et témoignent de la volonté de rentabiliser rapidement l'activité d'imprimeur - dont les débuts sont souvent difficiles - en se servant d'un texte à succès dont la valeur commerciale est certaine. L'utilisation d'un format plus petit, de gravures considérablement simplifiées et de piètre qualité ainsi que d'une mise en page bâclée permettent de faire baisser les coûts et de proposer La Nef des fous à un lectorat disposant de moyens financiers moindres. Ainsi, seulement cinq mois après la parution de l'édition originale de La Nef des fous, le 1er juillet 1494, Peter Wagner publie, à Nuremberg, une édition du Narrenschiff en format In-octavo. La même année, une autre contrefaçon est publiée à Strasbourg, depuis les presses de Johann Grüninger. Cette édition se veut être une version "enrichie" de La Nef des fous. Le récit présente de nombreuses variations textuelles. Les gravures sont nouvelles mais reprennent toutefois les thèmes bâlois. Enfin, la mise en page diffère complètement de l'édition originale. Sébastien Brant y est tout de même mentionné. D'autres contrefaçons sont éditées, majoritairement dans les villes d'Allemagne du Sud. Les deux nouvelles éditions bâloises de La Nef des fous de 1495 et 1499 visent à faire barrage à ces contrefaçons en augmentant la version originale,.
Une adaptation latine, Stultifera navis, traduite par Jacques Locher de l'université de Fribourg, ami de Sébastien Brant, et publié par Josse Bade, dit Badius Ascensius, paraît en 1497, à Fribourg, puis à Paris en 1505 et est rééditée une dizaine de fois.
Des versions françaises sont éditées entre 1497 et 1499. La première traduction française, réalisée par Jean Bouchet, est sortie des presses d'André Bocard en 1497. La traduction a été faite depuis l'adaptation latine de Jacques Locher. Par ailleurs, une mise en rimes françaises fut écrite par Pierre Rivière en 1497. Un exemplaire d'une édition française de La Nef des Fous a été richement enluminé par Antoine Vérard en 1497 afin d'être offert à Charles VIII (roi de France). C'est finalement Louis XII qui en profita. Le premier chapitre ("Des livres inutiles") est supprimé par Antoine Vérard ; les propos énoncés dans ce chapitre étant considérés inappropriés pour un ouvrage à destination de la Bibliothèque du Roi.La première édition en prose est une édition française : La Nef des Folz du Monde, imprimé par Guillaume Balsarin à Lyon le 11 août 1498, traduit de la version latine de Locher, par le clerc amiénois Jean Drouyn .
La première édition en flamand est publiée à Paris par Guy Marchant en 1500. Une seconde édition est connue à Anvers en 1504, puis une troisième en 1584, une quatrième à Leyde en 1610 et enfin une cinquième et dernière édition en 1635 à Amsterdam.
Deux versions anglaises en vers et en prose paraissent à Londres, en 1509. Deux versions, tirées de l’original, sont éditées en 1519 à Rostock et Lübeck en bas-allemand. On trouve encore une édition à Bruxelles.
Les dernières éditions allemandes datent de 1625, puis celle en flamand de 1635, et l’œuvre rentre alors dans une phase d’oubli durable. La dernière édition de la Nef des fous a paru chez José Corti en 1997 (traduction de Nicole Taubes).
Pour la seule période de 1494 à 1501, on recense 26 éditions incunables en 5 langues différentes. Cela correspond à environ 13 000 exemplaires en circulation en sept ans.

### Les particularités de la "mise en livre"[6]deLa Nef des fous
La Nef des fous est un livre très illustré. Albrecht Dürer a réalisé 73 des 105 remarquables figures gravées sur bois, certaines tirées deux fois, de l'édition originale. Chacune d'elles représente une sorte de fou différent : le bibliomane, l'avaricieux, l'usurier, le voyageur, le médecin assistant un mort, celui qui s'adonne trop à la danse, le fou de luxure, etc. Les compositions des traductions furent réalisées d'après les bois des éditions bâloises de 1494 et 1495, en les simplifiant ou en les modifiant.
Les chapitres sont tous composés de la même façon. Chaque chapitre est associé à une folie qui est illustrée par une gravure apposée en regard du récit. Ils sont tous introduits par un titre en gros corps de caractère. Quelques lignes d'arguments suivent avant de se développer en un texte versifié.
Si toutes les éditions de La Nef des Fous reprennent l'association gravure/texte, le reste de la mise en page peut parfois différer en fonction des moyens financiers engagés et du lectorat visé. L'édition lyonnaise de 1498 présente ainsi des marginalia imprimées qui font référence à des auteurs classiques (Virgile, Sénèque, Pétrarque...) ou aux Écritures saintes. De même, les gravures, bien que de bonne qualité, y sont considérablement simplifiées et la mise en page demeure assez sommaire et précipitée.

## Une métaphore de la vie humaine

### Les thématiques populaires deLa Nef des fous

#### Le thème de la navigation
Sébastien Brant use dans son récit de thématiques courantes souvent utilisées dans les textes populaires de la fin du XVe siècle. Le titre de l'ouvrage fait référence au thème de la navigation. L'utilisation de cette thématique se retrouve souvent dans des poèmes issus des villes du Rhin moyen durant tout le XIVe et le XVe siècle. En effet, nombre de ces poèmes mettent en scène l'embarquement d'hommes et de femmes en marges de la société. De plus, des bateaux montés sur roues défilent en même temps que les chars lors des fêtes et carnavals des villes du Rhin. La Nef des Fous est ainsi particulièrement influencé par la tradition rhénane.
Par ailleurs, dans la tradition biblique, la Mer est figure du chaos. Et la tempête représente le pécheur tandis que la barque représente l'Eglise. Ces associations sont à corréler avec la désobéissance du prophète Jonas. Celui-ci est allé dans la direction opposée demandé par Dieu, à Jaffa au lieu de Ninive, capitale de l'empire assyrien. Il embarqua dans un bateau afin de se rendre à Tarsis. Il essuya alors une tempête. Pour apaiser la colère divine, les marins le jetèrent à l'eau et un "gros poisson" l'avala. Depuis lors, la mer est par extension synonyme de tentations et de tourments. Ainsi, dans La Nef des fous, la barque de l'Eglise est fragilisée et submergée par d'innombrables fous qui se pressent pour embarquer. Et plutôt que de naviguer vers la terre du Salut, ils voguent vers l'Enfer car ils n'ont ni compétences, ni rames, ni boussole, ni règles.

#### La question du Salut et l'iconographie funèbre
Dans La Nef des fous, Sébastien Brant indique que la vie offre deux possibilités de voyages. Les hommes peuvent choisir le chemin du mensonge, celui des plaisirs temporaires et de la richesse matérielle ou bien le chemin de la vérité, celui de la connaissance de Dieu. En fonction du chemin choisi, l'homme se soumet à une mort dans l'oubli dans le bas-monde ou bien à l'immortalité dans l'au-delà.
Cette thématique est déjà largement exploité dans les textes et les représentations de la Mort, du Jugement dernier et des peines de l'Enfer sont courantes : Danse macabre, Ars moriendi, Calendrier des bergers. Certaines gravures bâloises mettent en scène un fou et un squelette, symbolisant la Mort. C'est le cas de la gravure du chapitre 85 "De qui ne prévoit la mort". Un squelette portant un cercueil tient par une laisse un fou. Il lui dit "Dü Blibst" ("Toi, tu restes ici"). La métaphore du lien est redondante ; le fou est prisonnier de ses passions et ne peut pas s'en défaire.

#### Le thème de la folie[8]
Le thème de la folie est aussi un thème courant. Il peut être traité par le biais d'un récit burlesque ou bien par le biais d'une vision biblique du fou, comme c'est le cas pour La Nef des fous. Pour Sébastien Brant, le fou est celui qui ne sait pas reconnaître la puissance du Créateur. Il n'est pas malade ; il n'est pas non plus handicapé. En revanche, le fou de Brant est un pécheur soit un mauvais chrétien. Sa folie se définit par son incapacité à voir la vérité qui est celle de Dieu et par son détournement des joies éternelles au profit d'un monde vicieux. Il est par ailleurs à la fois dangereux pour lui-même et pour les autres. Ses paroles étant dénuées de sens, il peut détourner les simples - et surtout les jeunes enfants - du droit chemin.
Les attributs du fou dans l'iconographie sont :
- La nudité. Les fous portent un simple manteau. Leurs jambes sont découvertes.
- Le crâne rasé.
- Les grelots. Les grelots émettent des bruits qui attestent de la présence du fou.
- Les souliers à la poulaine.
- Le bonnet à oreille.
- La bourse. Cela fait référence à l'injonction du Christ à ses disciples d'aller en mission "sans sac, ni bourse, ni or, ni argent" (Évangile selon Luc, 9:3) car ils n'ont besoin de rien si ce n'est de leur foi. A contrario, le fou ignorant Dieu se munit d'un sac afin d'accumuler tout un tas de choses inutiles.
- Les marottes.

## La réception deLa Nef des fous

### Une source d’inspiration pour les artistes
Albrecht Dürer à Bâle à l’époque de la parution en aurait été un des plus fameux illustrateurs, avec une série de gravures, qu’il aurait réalisée avec trois autres artistes bâlois anonymes, pour illustrer chacune des folies différentes qui en composent les nombreux chapitres.
Jérôme Bosch en a tiré aussi un tableau célèbre : la Nef des fous et Jürgen Weber une sculpture la Nef des fous que l'on peut admirer sur une place à Nuremberg et devant la poste principale de Hamelin (Allemagne).
L’Éloge de la folie d’Érasme paru en 1509 en aurait été une réfutation, moins pessimiste.
Une relecture de la totalité des gravures sur bois de Dürer a été réalisée par le peintre contemporain Philippe Guesdon. Cet ensemble de toiles a été présenté en 2011 et 2012 dans les musées de Soissons, d'Orléans et de Niort.
Le sculpteur allemand Michael Schwarze a réalisé en 2004 une fontaine de bronze nommée Narrenbrunnen (la Fontaine des Fous) et inspirée de la Nef des fous. Elle se trouve à Neuenburg am Rhein dans le Bade-Wurtemberg.

### Un écrit fondateur alémanique
Au XIXe siècle, à l’époque romantique, un nouvel intérêt pour le médiéval et les racines nationales a fait resurgir de l’oubli ce texte. Avec la première bible de Gutenberg, et peut-être le Rollwagenbüchlin de Joerg Wickram, la Nef des fous est un symbole culturel important. La première traduction française moderne a été réalisée par Madeleine Horst et est parue en 1977 aux éditions de la Nuée Bleue.

## Chapitres
Les chapitres sont tirés de l'édition de 2010 :
1. Des livres inutiles
2. Des bons ministres
3. De la cupidité
4. Des modes nouvelles
5. Des vieux fous
6. De bien éduquer les enfants
7. Des brandons de discorde
8. Qui n'agrée un bon conseil
9. Des mœurs détestables
10. De l'amitié véritable
11. De l'irrespect des Saintes Ecritures
12. Des fous imprévoyants
13. De la galanterie
14. De la présomption devant Dieu
15. Des plans chimériques
16. De goinfrerie et beuverie
17. Des vaines richesses
18. De servir deux maîtres
19. Des propos trop bavards
20. De trouver des trésors
21. Réprouver chez autrui ce qu'on fait soi-même
22. Le discours de la Sagesse
23. De trop louer sa chance
24. Des inquiétudes superflues
25. Des emprunteurs
26. Des vœux inopportuns
27. Des vaines études
28. De murmurer contre Dieu
29. De qui se commet juge
30. D'amasser les prébendes
31. De tout remettre au lendemain
32. De garder les femmes
33. De l'adultère
34. Des fous aussi fous que devant
35. De l'emportement
36. De l'esprit rebelle
37. Des hasards de la chance
38. Des mauvais malades
39. De dévoiler ses plans
40. De s'instruire des folies d'autrui
41. Laisser dire
42. Des railleurs
43. Du mépris des joies éternelles
44. Du bruit à l'église
45. Des artisans de leur infortune
46. Du pouvoir des fous
47. Des voies de la félicité
48. Une nef des compagnons
49. Mauvais exemple des parents
50. De la luxure
51. Garder les secrets
52. Des mariages d'intérêt
53. De l'envie et de la haine
54. Ne pas admettre correction
55. Des remèdes de charlatan
56. De la fin des empires
57. De la divine Providence
58. Qui devrait songer à ses propres affaires
59. De l'ingratitude
60. De se complaire à soi-même
61. De la danse
62. D'aller la nuit faire sa cour
63. Des mendiants
64. Des mauvaises femmes
65. D'observer les astres
66. De vouloir découvrir tous les pays
67. De nier qu'on est fou
68. Ne pas entendre plaisanterie
69. Mal agir sans calculer les suites
70. De l'imprévoyance
71. Querelleurs et plaideurs
72. Des fous grossiers
73. De prendre l'état ecclésiastique
74. Des vaines chasses
75. Des mauvais tireurs
76. De la vantardise
77. Du jeu
78. Des fous accablés
79. Des reîtres et des clercs
80. Le messager des fous
81. Des cuisiniers et échansons
82. De l'ostentation du riche paysan
83. Du mépris de la pauvreté
84. De persévérer dans le bien
85. De qui ne prévoit la mort
86. De l'irrespect de Dieu
87. De jurer par Dieu
88. Des fléaux et châtiments de Dieu
89. Des marchés de dupes
90. Honore père et mère
91. Des bavardages dans les stalles du chœur
92. Présomption de la vanité
93. De l'usure et des accapareurs
94. Des espoirs d'héritage
95. De détourner le jour du Seigneur
96. Qui donne et le regrette
97. De l'indolence et de la paresse
98. Des fous étrangers
99. Du déclin de la foi
100. De flatter le cheval aubère
101. Des colporteurs de malveillance
102. Des fraudeurs et frelateurs
103. De l'Antichrist
104. Mettre la vérité sous le boisseau
105. De faire obstacle au bien
106. Ne pas avoir à temps vécu en bien
107. Du salaire de la sagesse
108. Le navire de Cocagne
109. De n'avoir cure des accidents
110. De dénigrer le bien
111. a. Des mauvaises manières de table
b. Des fous de carnaval
112. L'apologie du poète
113. Du sage

## Éditions modernes
- Das Narrenschiff, présentation et traduction bilingue illustrée en morceaux choisis par l'équipe « Langue et Culture Régionales » du CRDP de l’académie de Strasbourg[15].
- La Nef des fous, Éditions La nuée bleue/DNA, la bibliothèque alsacienne, 1977  (ISBN 2-7165-0221-8).
- La Nef des fous ; plus Les songes du seigneur Sebastian Brant, trad. et présentation par Nicole Taubes, Paris, J. Corti, 1997.
- Éditions numériques en allemand, bas allemand, latin et français de la Nefs des fous, éditées par Brigitte Burrichter et Joachim Hamm, Würzburg, Narragonien digital, 2021[16].

## Gravures illustrantLa Nef des fous
L'artiste plasticien français Philippe Guesdon a consacré une part importante de ses recherches à la relecture des gravures sur bois illustrant la Nef des fous. Ce travail constitué de plus de 200 peintures a été présenté dans les musées de Soissons, Orléans et Niort et a fait l'objet d'un catalogue La Nef des fous, réminiscences  coproduit par ces trois lieux.